# Cheers
Cheers (em Portugal intitulada Cheers, Aquele Bar) é a sitcom americana de Charles-Burrows-Charles Productions em associação com a Paramount Television para a NBC. A série transmitida pela primeira vez a 30 de Setembro, 1982, até 20 de Maio, 1993, sendo uma das séries de televisão mais longas, com 11 temporadas e 273 episódios. Um dos seriados cômicos mais influentes da TV. A série durou 11 temporadas, revelou astros como Kirstie Alley e Woody Harrelson e foi líder de audiência nos EUA.
Na primeira temporada por muito pouco não foi cancelada e até 1985 não passava de mais um espetáculo popular de televisão. Contudo, com o passar do tempo suas avaliações foram melhorando cada vez mais, chegando a ganhar numerosos prêmios, o que impulsionou muito a carreiras de suas estrelas.
A série Cheers é frequentemente citada por misturar elementos românticos num formato de uma comédia, com diálogos engenhosos e cômicos.

## Sinopse
Cheers era o nome de um bar de Boston, onde um grupo de pessoas conhecidas vinham para sentar, beber, contar fatos malucos, reclamar e contar piadas. O dono do bar era Sam Malone (Ted Danson), um ex-jogador de beisebol do Boston Red Sox e também muito famoso por ser “meio-galinha”, além de ser obcecado pelo seu cabelo.
No bar, além de Sam, trabalhavam Coach (Nicholas Colasanto), um ex-técnico de Sam no beisebol e atendente do bar. Após sua morte em 1985, foi substituído por Woody Boyd, um garoto ingênuo do interior; Carla Tortelli (Rhea Perlman), uma sarcástica garçonete e Diane Chambers (Shelley Long) a outra garçonete. Os frequentadores assíduos do bar eram Norm Peterson (George Wendt) e Cliff Clavin (John Ratzenberger). Na quinta temporada outro freguês surgia, Dr. Frasier Crane (Kelsey Grammer), um psiquiatra local que sempre acabava por ajudar alguém com problemas.
O tema principal do programa se baseava na relação amorosa de Sam e Diane, uma relação de altos e baixos. Sam e seu romance com a garçonete Diane (Shelley Long) exemplificavam o tom novelesco da comédia. Na primeira temporada, Diane menosprezava e constantemente rejeitava Sam. Na segunda ela começou um romance meio tórrido com ele e acabaram rompendo na terceira temporada.
Na quarta temporada Diane correu de atrás de correu Sam, entretanto rejeitou uma proposta de casamento dele e na quinta temporada Diane apareceu com um novo namorado, Dr. Frasier. Uma tensão romântica contínua permitia aos personagens de Sam e Diane desenvolverem o espetáculo. Retrospectos e referências de episódios passados davam também ao espetáculo um sentido de uma história contínua.
Em 1986, a ênfase romântica foi trocada com a entrada de uma nova personagem, a neurótica Rebecca Howe (Kirstie Alley) a nova gerente do bar, que substituiu Diane, quando a atriz Shelley Long  decidiu deixar o programa.
Os criadores de Cheers, Glen Charles, James Burrows e Les Charles, trabalharam em vários comédias de costumes da MTM, como The Mary Tyler Moore Show, Phyllis e The Bob Newhart Show. Cheers herdou esta ênfase da MTM em desenvolver seus personagens com bons anunciantes e uma boa audiência.
Os fãs  de Cheers desfrutavam das atitudes irreverentes do  programa em relação as convenções sociais. Em Cheers os personagens não eram politicamente corretos, o personagem principal Sam, era um “galinha”, A personagem Rebbeca Howe, fingia ser uma mulher batalhadora, mas também queria fisgar um marido rico e a atmosfera centrava ao redor de bebedeiras.
Embora vários personagens eram trabalhadores, o programa evitava completamente questões sociais. Cheers nunca procurou aumentar sua audiência com qualquer tipo desses assuntos.
Até mesmo nos momentos pungentes dos dramas pessoais de cada um dos personagens o que tirava do foco romântico da série, eram rapidamente contornados e equilibrados com o lado cômico, antes que qualquer mensagem séria pudesse ser recebida. Em 1993, a Paramount anunciou que Cheers sairia do ar, pois os custos de produção eram muito altos. Muitos diziam que somente Ted Danson ganhava aproximadamente $450,000 em um único episódio. Em 1994, após o término de Cheers, os produtores acharam por bem criar um spinoff para dar continuidade e assim surgiu a série Frasier.
Cheers tornou-se uma das séries mais populares de todos os tempos, chegando a estar no topo da audiência durante sete de suas onze temporadas. O programa ganhou 26 Emmy Awards e totalizou 111 indicações em sua história. No Brasil esta série foi apresentada pelo canal por assinatura Sony Entertainment Television, entre 2003/4.

## Atores (Personagens)
- Ted Danson (Sam "Mayday" Malone)
- Shelley Long (Diane Chambers)
- Rhea Perlman (Carla Tortelli LeBec)
- George Wendt  (Norm Peterson)
- John Ratzenberger (Clifford "Cliff" C. Clavin Jr)
- Woody Harrelson (Woodrow "Woody" Boyd)
- Kelsey Grammer (Dr. Frasier W. Crane)
- Kirstie Alley (Rebecca Howe)
- Bebe Neuwirth (Dr. Lilith Sternin)
- Nicholas Colasanto ("Coach" Ernie Pantuso)
- Harry Anderson (Harry "the Hat" Gittes)
- Dan Hedaya (Nick Tortelli)
- Jean Kasem (Loretta Tortelli)
- Jay Thomas (Eddie Lebec)
- Jackie Swanson (Kelly Gaines)
- Roger Rees (Robin Colcord)
- Keene Curtis (John Allen Hill)
- Alan Koss (Alan)
- Jack Knight (Jack)
- Steve Giannelli (Steve)
- Tim Cunningham (Tim)
- Al Rosen (Al)
- Larry Harpel (Larry)
- Paul Willson (Paul)

## Transmissão em Portugal
Em Portugal, a série ficou conhecida por Cheers, Aquele Bar e estreou na RTP1 no dia 11 de Maio de 1985 às 19h15. 
- Sábados, 19h/20h de 11-05-1985[1] até 17-08-1985[1]

Nos anos 2000, repetiu na SIC Comédia e em 2010 repetiu na RTP Memória, substituindo Mr. Bean.